# Little Tully River
Der Little Tully River ist ein Fluss im Westen des australischen Bundesstaates Tasmanien, westlich der West Coast Range.

## Geografie
Der fast sieben Kilometer lange Little Tully River entspringt bei Halls Creek am Lyell Highway (B24), rund sieben Kilometer südwestlich von Queenstown und fließt nach Westen. In der Misery Flat mündet er in den Tully River.